# Non-implicazione

Diagramma di Venn di

La non-implicazione o abgiunzione (dal latino ab, "da", e junctio, "unire") è la negazione dell'implicazione logica, ovvero, date due proposizioni qualsiasi {\displaystyle P} e {\displaystyle Q}, la non-implicazione da {\displaystyle P} a {\displaystyle Q} è vera se e solo se la negazione dell'implicazione da {\displaystyle P} a {\displaystyle Q} è vera.
Ciò può essere spiegato più semplicemente affermando che la non-implicazione da {\displaystyle P} a {\displaystyle Q} è vera se e solo se {\displaystyle P} è vera e {\displaystyle Q} è falsa.
In simboli, la non-implicazione può essere scritta come {\displaystyle P\nrightarrow Q}, {\displaystyle P\not \supset Q}, ovvero nella notazione di Bocheński "Lpq", ed è logicamente equivalente a {\displaystyle \neg (P\rightarrow Q)} e anche a {\displaystyle P\land \neg Q}.

## Definizione

### Tavola di verità
La tavola di verità della non-implicazione è:
| {\displaystyle P} | {\displaystyle Q} | {\displaystyle P\nrightarrow Q} |
| Vero              | Vero              | Falso                           |
| Vero              | Falso             | Vero                            |
| Falso             | Vero              | Falso                           |
| Falso             | Falso             | Falso                           |

### Equivalenze logiche
La non-implicazione può essere definita come la negazione dell'implicazione logica:
| {\displaystyle P\nrightarrow Q} | {\displaystyle \Leftrightarrow } | {\displaystyle \neg (P\rightarrow Q)} |
|                                 | {\displaystyle \Leftrightarrow } | {\displaystyle \neg }                 |

Nella logica classica, essa è equivalente anche alla negazione della disgiunzione di {\displaystyle \neg P} e {\displaystyle Q} e alla congiunzione di {\displaystyle P} e {\displaystyle \neg Q}:
| {\displaystyle P\nrightarrow Q} | {\displaystyle \Leftrightarrow } | {\displaystyle \neg }  | {\displaystyle \neg P} | {\displaystyle \lor } | {\displaystyle Q} | {\displaystyle \Leftrightarrow } | {\displaystyle P} | {\displaystyle \land } | {\displaystyle \neg Q} |
|                                 | {\displaystyle \Leftrightarrow } | {\displaystyle \neg (} |                        | {\displaystyle \lor } |                   | {\displaystyle \Leftrightarrow } |                   | {\displaystyle \land } |                        |

## Proprietà
- Conservazione del valore "falso": l'interpretazione in base alla quale a tutte le variabili viene assegnato un valore di verità di "falso" produce un valore di verità di "falso" come risultato della non-implicazione.

## Simbolo
Il simbolo della non-implicazione corrisponde ad un simbolo di implicazione barrato. Il suo simbolo Unicode è 219B16 (decimale 8603).

## Linguaggio
Nel linguaggio naturale, l'operazione può essere espressa come "p meno q" e "p senza q" e, nella retorica, come "p ma non q". 
Nell'informatica, si ha l'operazione bit a bit A&(~B) e l'operazione logica A&&(!B).